# 奥谷通
奥谷 通（おくたに とおる、本名・奥谷 通敏、1951年（昭和26年）10月7日 - 2003年（平成15年）7月8日）は、日本の政治家、実業家。自由民主党衆議院議員（2期）、兵庫県議会議員（2期）。神戸不燃板工業元副社長。ザ・アール元社長の奥谷禮子は元妻（1984年に離婚）。長男は奥谷謙一兵庫県会議員。

## 来歴
兵庫県神戸市兵庫区（現・北区）山田町出身。父は神戸不燃板工業元社長の奥谷謙三。甲南中学校・高等学校を経て、1974年（昭和49年）3月、甲南大学法学部を卒業。1970年（昭和45年）の第25回国民体育大会（岩手国体′70）に剣道で出場した。
1975年（昭和50年）4月、神戸大学環境工学研究室勤務。1977年（昭和52年）、原健三郎衆議院議員秘書。1979年（昭和54年）4月、国土庁長官秘書。1986年（昭和61年）、衆議院議長公設第一秘書。1987年（昭和62年）、 家業である神戸不燃板工業の副社長に就任。
1991年（平成3年）4月、兵庫県議会議員に初当選。同期当選に中貝宗治（元豊岡市長）、室井邦彦（元参議院議員）、渡部完（元宝塚市長）。
1996年（平成8年）10月の第41回衆議院議員総選挙で兵庫県第2区より自民党公認で立候補するが、赤羽一嘉（新進党→新党平和→公明党）に敗れ落選。その後、1998年（平成10年）に野田実が公職選挙法違反の連座制適用で失職したことに伴い、同年11月25日付で重複立候補していた比例近畿ブロックから繰上補充となり当選。山崎派に所属する。選択的夫婦別姓制度導入に賛同し、例外的に夫婦の別姓を実現させる会などにも賛同。
2000年（平成12年）6月の総選挙では公明党との選挙協力に伴い兵庫2区を赤羽に譲り、近畿ブロック比例単独で立候補し2回目の当選を果たす。2002年、第1次小泉内閣で環境大臣政務官に就任する。
2003年（平成15年）7月8日に肝不全のため神戸大学医学部附属病院で死去した。51歳没。死没日付で正五位に叙され、勲三等瑞宝章を追贈された。同年10月3日、森田健作によって追悼演説が行われた。